# Lisette Kornacher

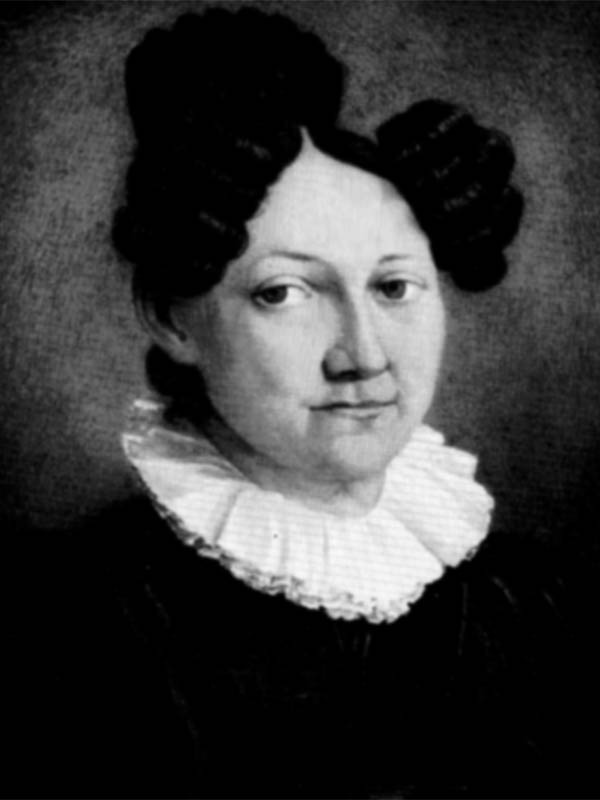
Lisette Kornacher im Alter von etwa 40 Jahren

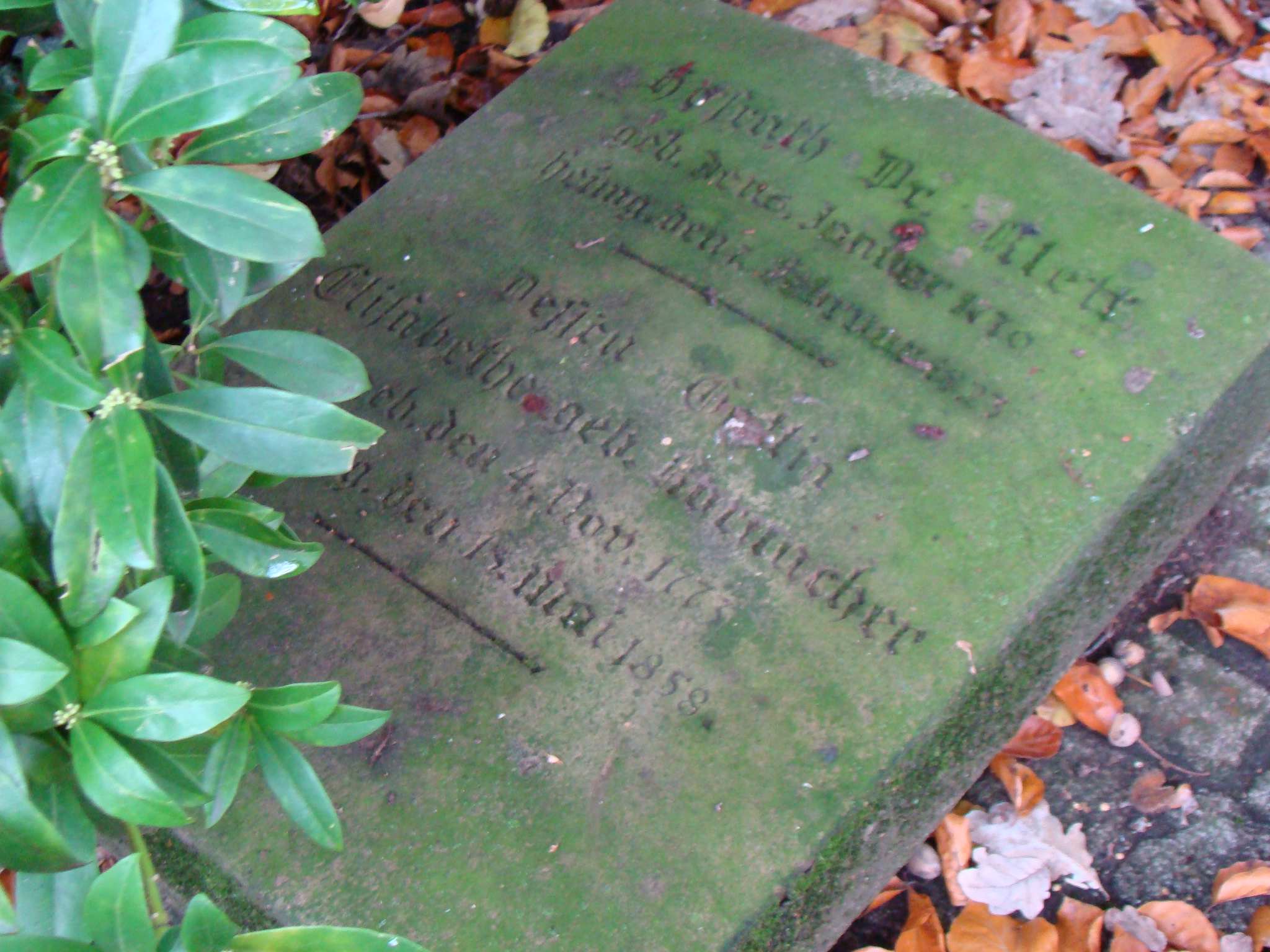
Grabmal von Christian Johann Klett und Elisabeth geb. Kornacher auf dem Alten Friedhof in Heilbronn

Elisabetha („Lisette“) Gottliebin Kornacher (* 4. November 1773 in Heilbronn; † 13. Mai 1858 ebenda) galt lange Zeit als Vorlage für die Figur des Käthchens von Heilbronn aus Heinrich von Kleists gleichnamigem Schauspiel.

## Leben
Lisette Kornacher war die dritte von fünf Töchtern des Heilbronner Bürgermeisters Georg Christoph Kornacher und der Katharina Uhl.
Katharina Uhls Vater war der damaligen Heilbronner Rosenwirt Johann Georg Uhl (1718–1790). Johann Georg Uhl war von der Schweizerin Margarethe Tschiffeli, mittels animalischem Magnetismus erfolgreich behandelt worden. Er vertraute seine an Entzündungen der Arm- und Beingelenke erkrankte Enkelin Lisette Kornacher 1787 dem Heilbronner Arzt Eberhard Gmelin an, weil dieser ebenfalls animalischem Magnetismus praktizierte. Gmelin scheint bei der Behandlung ihrer Beschwerden, erfolgreich gewesen zu sein. In einer Schrift mit dem Titel Materialien für die Anthropologie von 1793 veröffentlichte Gmelin die Krankengeschichte von Lisette Kornacher.
Die Kaufmannstochter Charlotte Elisabethe Zobel (1774–1806) war fast gleichaltrig wie Lisette Kornacher und mit ihr befreundet. Zobel wurde ebenfalls als ein mögliches Käthchen-Urbild diskutiert und wohnte einmal einer heilmagnetischen Schlafbehandlung der Freundin durch Gmelin bei.

### Ehe
Lisette Kornacher heiratete am 1. Mai 1796 einen Neffen Gmelins, den damaligen Gräflich-Erbachischen Leibarzt und späteren Heilbronner Oberamtsarzt Christian Johann Klett (1770–1823). Der Ehe entstammten neun Kinder, darunter der spätere Heilbronner Stadtschultheiß August Klett (1799–1869) und der Heilbronner Stadtarzt Georg Klett (1797–1855) sowie die Tochter Wilhelmine, die mit dem Arzt Philipp Sicherer einen Cousin heiratete. Lisette Kornacher verstarb 1858 und ist auf dem Alten Friedhof in Heilbronn neben ihren Schwestern Margaretha und Wilhelmine (Frau von Georg Friedrich Scharffenstein) begraben.

## Mögliches Käthchen-Vorbild
Der Heilbronner Chronist Friedrich Dürr suchte nach einem möglichen Vorbild für die Käthchen-Figur aus Heinrich von Kleists Drama Das Käthchen von Heilbronn und stieß dabei 1897 auf Lisette Kornacher. Er nahm an, dass Kleist 1807 während seines Studiums in Dresden einen Vortrag über die Krankengeschichte von Lisette Kornacher gehört haben könnte. Er verglich die Holunderstrauchszene des Kleist-Stücks mit einer unter Hypnose verlaufenden „heilmagnetischen Befragung“.
Otto Kienzle widersprach dieser Theorie 1938 mit der Begründung, dass die Zeit zwischen dem Dresdener Vortrag und der kurz danach erfolgten Drucklegung des Schauspiels zu kurz gewesen sei. Trotzdem gilt Lisette Kornacher als „liebgewordene historische Legende“.

## Forschungsliteratur
- Werner von Froreich: Eberhard Gmelin – zwischen Kerner und Kleist. In: Nachrichtenblatt für die Stadt Weinsberg, 19. Januar 1973, 26. Januar 1973 und 9. Februar 1973. [Darin die Zobel-These.]
- Werner von Froreich: Eberhard Gmelin – ein großer Arzt. In: Schwaben und Franken. Heimatgeschichtliche Blätter der Heilbronner Stimme 20 (1974), 5, S. 1–2.
- Uwe Jacobi: Käthchen von Heilbronn. Legende und Wirklichkeit. In: Heilbronn. Sie machten Geschichte. Zwölf Porträts aus dem Leben und Wirken berühmter Heilbronner. Druckerei und Verlagsanstalt Heilbronn, Heilbronn 1977 (Reihe über Heilbronn, 7). S. 35–42.
- Uwe Jacobi: Neue These zum Urkäthchen : Dr. C. Schrenk: Wenn, dann Zobel. In: Schwaben und Franken 40 (1994), 5, S. 4. [Betrifft Elisabetha („Lisette“) Gottliebin Klett, geb. Kornacher, und Charlotte Elisabethe Zobel.]
- Christhard Schrenk: Alte Neuigkeiten über das Käthchen. Charlotte Elisabethe Zobel contra Lisette Kornacher. In: Schwaben und Franken. Heimatgeschichtliche Blätter der Heilbronner Stimme. Heilbronn, Oktober 1992, S. I – IV.
- Christhard Schrenk: Das Käthchen von Heilbronn. Einige Überlegungen zu Kleists Ritterschauspiel. In: Jahrbuch des Historischen Vereins Heilbronn, Band 33 (1994), S. 5–43.
- – [Wiederabdruck in anderer Form] in:
- Christhard Schrenk: Das Käthchen von Heilbronn. Einige Überlegungen zu kleists Ritterschauspiel (1994). (Heilbronn 2005).  (Käthchen in Heilbronn. Im Auftrag der Stadt Heilbronn. Hrsg. von Günther Emig), S. 22–43.
- Christhard Schrenk: Heilbronner Urkäthchen? Lisette Kornacher (1773–1858) und Charlotte Elisabethe Zobel (1774–1806), in: Christhard Schrenk (Hrsg.), Heilbronner Köpfe, Band 5. Lebensbilder aus fünf Jahrhunderten, Stadtarchiv Heilbronn 2009 (Kleine Schriftenreihe des Stadtarchivs Heilbronn, 56), ISBN 978-3-940646-05-7, S. 89–100.
- Stadtarchiv Heilbronn [Direktor: Christhard Schrenk] [Korporativer Verfasser]: Das Käthchen von Heilbronn; Internetadresse: https://stadtarchiv.heilbronn.de/stadtgeschichte/geschichte-a-z/k/kaethchen-von-heilbronn.html. [Lisette Kornacher wird nicht namentlich genannt; doch wird auf sie wegen ihrer Präsenz in der Wirkungsgeschichte auf sie angespielt – ihr galt die sich im Jahr 1789 abspielende erste von „zwei der von Gmelin publizierten Krankengeschichten (1789 bzw. 1791)“. Die mögliche Deutung von Kleists Begriff „Erfindung“ als rhetorischer Terminus für „inventio“ wird noch nicht erwogen.]